# Ajania pallasiana
Ajania pallasiana là một loài thực vật có hoa trong họ Cúc. Loài này được (Fisch. ex Besser) Poljakov mô tả khoa học đầu tiên năm 1955.